# بهرام‌آباد (پارس‌آباد)
بهرام‌آباد روستایی است که در استان اردبیل، شهرستان پارس‌آباد، بخش مرکزی، دهستان ساوالان قرار دارد.

## جمعیت
بر اساس سرشماری سال ۱۳۸۵ جمعیت این روستا ۵۸۳ نفر با ۱۳۴ خانوار بوده‌است.